# Форчеллини, Эгидио
Эгидио (Эгидий) Форчеллини (итал. Egidio Forcellini; 26 августа 1688, Фенер близ Тревизо — 5 апреля 1768, Падуя) — итальянский священник, лексикограф, филолог, лингвист.

## Биография
Родился в бедной семье. В 1704 поступил на учебу в духовную семинарию в Падуе, учился у Я. Фаччолати, позже был рукоположен.
С 1724 по 1730 годы занимал должность ректора семинарии в Ценеда, с 1731 по 1765 служил духовником в Падуанской семинарии. Позже, в основном, жил в родном селе.
Умер в Падуе в 1768 году до завершения большого труда Totius Latinitatis Lexicon, над которым он работал совместно с Я. Фаччолати. Созданный ими «Полный латинский лексикон», лёг в основу всех последующих работ в этой области.
Э. Форчеллини занимался этой сложнейшей задачей в течение почти тридцати пяти лет.